# Branville
Branville település Franciaországban, Calvados megyében. Lakosainak száma 225 fő (2022. január 1.). Branville Annebault, Bourgeauville, Danestal, Heuland, Saint-Pierre-Azif és Saint-Vaast-en-Auge községekkel határos.

## Népesség
A település népességének változása:
| Lakosok száma | 136  | 151  | 145  | 188  | 224  | 212  | 196  | 198  | 198  | 225  |
|               | 1968 | 1982 | 1990 | 2006 | 2013 | 2015 | 2017 | 2019 | 2020 | 2022 |